# Àcid arsenós
L'àcid arsenós és el compost inorgànic amb la fórmula química H₃AsO₃. Se sap que es troba en solucions aquoses, però no ha estat aïllat com a matèria pura.

## Propietats
En la forma d'As(OH)₃ és una molècula piramidal que conté tres grups hidroxil units a l'arsènic. L'espectre ¹H NMR de les solucions d'àcid arsenós tenen alta simetria en la seva molècula. En contrast, les espècies amb fòsfor H₃PO₃ adopten l'estructura HPO(OH)₂; P(OH)₃

## Reaccions
La preparació de l'As(OH)₃ implica una lenta hidròlisi del triòxid d'arsènic en aigua. Afegir una base química converteix l'àcid arsenós en ions d'arsenita [AsO(OH)₂]–, [AsO₂(OH)]2–, i [AsO₃]3–. El primer pKa és 9.2, As(OH)₃ és un àcid feble.

## Toxicologia
Els compostos que contenen arsènic són molt tòxics i carcinogènics. La forma anhidra de l'àcid arsenós, el triòxid d'arsènic, es fa servir com herbicida, pesticida i rodenticida.